# Version of Me
Version of Me е седмият студиен албум на английската певица Мелани Си, издаден през 2016 г. Албумът успява да достигне 55-о място във Великобритания.

## Списък с песните

### Оригинално издание
1. Dear Life – 3:27
2. Escalator – 3:22
3. Anymore – 3:03
4. Something for the Fire – 3:48
5. Version of Me – 4:00
6. Numb – 3:30
7. Room for Love – 3:20
8. Unravelling – 4:41
9. Loving You Better – 4:44
10. Our History – 3:51
11. Blame – 4:35

### Немско специално издание
1. Hold On (с Алекс Франсис) – 3:22

### Бразилско издание
1. One Minute – 3:14

### Делукс издание
1. Dear Life (на живо от Рони Скотс) – 3:31
2. Version of Me (на живо от Рони Скотс) – 4:03
3. Something for the Fire (на живо от Рони Скотс) – 3:56
4. Never Be the Same Again (на живо от Рони Скотс) – 3:32
5. Anymore (ремикс на Ет Найт Хай-фай) – 5:38
6. Anymore (дъб микс на Фул Интеншън) – 5:44
7. Anymore (ремикс на Сиймъс Хаджи)	– 6:00
8. Dear Life (радио версия на Грант Нелсън) – 3:24
9. Dear Life (дъб на Грант Нелсън) – 6:14
10. Dear Life (разширен микс на Рюбен Кийни) – 4:58
11. One Minute – 3:14